# Idaea rufillaria
Idaea rufillaria är en fjärilsart som beskrevs av Herrich-Schäffer 1845. Idaea rufillaria ingår i släktet Idaea och familjen mätare. Inga underarter finns listade i Catalogue of Life.